# Nikolaevo (ort)
Nikolaevo (bulgariska: Николаево) är en ort i Bulgarien.   Den ligger i kommunen obsjtina Nikolaevo och regionen Stara Zagora, i den centrala delen av landet, 200 km öster om huvudstaden Sofia. Nikolaevo ligger 277 meter över havet och antalet invånare är 3 160.
Terrängen runt Nikolaevo är huvudsakligen kuperad, men den allra närmaste omgivningen är platt. Närmaste större samhälle är Tvărditsa, 11,0 km nordost om Nikolaevo.
I omgivningarna runt Nikolaevo växer i huvudsak lövfällande lövskog. Runt Nikolaevo är det ganska tätbefolkat, med 60 invånare per kvadratkilometer.